# Музей леса (Рованиеми)
Музей леса Лапландии (фин. Lapin metsämuseo) — музей леса, расположенный в городе Рованиеми (Финляндия).

## Описание
С 1960-х годов в окрестности города Рованиеми было перенесено несколько зданий и сооружений из разных частей Лапландии, связанных с историей заготовки леса. Они составили основу для коллекции созданного Музея леса Лапландии. Он расположен примерно в 3,5 км от центра города Рованиеми. Самые старые здания датируются началом XX века, самые молодые были выстроены в 1950-х годах. Музей знакомит посетителей с традициями, жизнью и работой лапландских лесорубов и сплавщиков в 1900—1950-х годах.
В качестве специализированного музея истории леса в лапландском музее хранятся материалы, связанные с историей лесопользования в Лапландии, культурой и традициями лесорубов. Основные задачи музея включают в себя хранение и изучение предметов, фотографий, архивов и связанной с ними информации. Коллекция Музея леса значительно пополнилась за годы своего существования. По состоянию на 2010 год коллекция музея включает около 3000 предметов, 43000 фотографий и целый ряд архивных материалов.
Музей подключен к электронной базе Kantapuu, которая позволяет удалённо ознакомится с коллекцией музея, благодаря оцифровке музейных собраний различных музейных комплексов Финляндии.